# Équipe de Jordanie féminine de football
Cet article traite de l'équipe féminine. Pour l'équipe masculine, voir Équipe de Jordanie de football.
Maillots
L'équipe de Jordanie féminine de football est l'équipe nationale qui représente la Jordanie dans les compétitions internationales de football féminin. Elle est gérée par la Fédération de Jordanie de football.

## Histoire
La Jordanie joue son premier match officiel le 18 septembre 2005 contre Bahreïn, pour une victoire sur le score de 6 à 1. La première participation des Jordaniennes à une phase finale de compétition majeure a lieu lors de la Coupe d'Asie féminine de football 2014 ; elles terminent dernières de leur groupe avec aucun point inscrit.
Au niveau régional, les Jordaniennes remportent le Championnat d'Asie de l'Ouest féminin de football à cinq reprises (2005, 2007, 2014, 2019 et 2022) et sont deuxièmes en 2010.
Les Jordaniennes remportent la Coupe arabe en 2021.

## Classement FIFA
| Année              | 2006 | 2007 | 2008 | 2009 | 2010 | 2011 | 2012 | 2013 | 2014 | 2015 | 2016 | 2017 | 2018 | 2019 | 2020        | 2021 | 2022 | 2023 | 2024 |
| ------------------ | ---- | ---- | ---- | ---- | ---- | ---- | ---- | ---- | ---- | ---- | ---- | ---- | ---- | ---- | ----------- | ---- | ---- | ---- | ---- |
| Classement mondial | 62   | 144  | 117  | 52   | 52   | 60   | 58   | 52   | 56   | 58   | 52   | 50   | 52   | 59   | Non classée | 63   | 69   | 74   | 74   |